# Some Bizzare Records
Some Bizzare Records — британский независимый звукозаписывающий лейбл, созданный в 1981 Стивом Пирсом (англ. Stevo Pearce), который был и остаётся его руководителем. Первым релизом компании стал сборник Some Bizzare Album, куда вошли записи групп, не имевших на тот момент контрактов, но впоследствии получивших известность: Depeche Mode, Soft Cell, The The, Blancmange.

## История лейбла
В числе первых групп, подписавших контракт с Some Bizzare, была B-Movie, рекламировавшаяся как новый лидер движения новых романтиков, призванный в этом качестве Visage и Spandau Ballet. Однако первого коммерческого успеха лейбл добился с дуэтом Soft Cell: их Mutant Moments EP Стиво Пирс сам рекламировал на страницах еженедельника Sounds. Вскоре Пирс стал менеджером Soft Cell. Именно он помог им заключить контракт с Phonogram Records, после чего дуэт стал всемирно известен — прежде всего, благодаря возглавившему британские списки синглу «Tainted Love».
Время от времени Пирс демонстрировал незаурядные и нестандартные способности к промоушну. В начале 1980-х годов он трижды перепродал альбом Soul Mining группы The The (сначала Phonogram, затем Warner Bros. Records и наконец CBS), каждый раз улучшая условия контракта.
В числе исполнителей, пластинки которых выпускал в 1980-х годах лейбл, были культовые, влиятельные коллективы: Cabaret Voltaire, Psychic TV, Test Department, Einsturzende Neubauten, Coil, Swans, Foetus. Избранные их работы были представлены в сборнике 1985 года If You Can’t Please Yourself, You Can’t Please Your Soul.
К концу 1990-х годов активность Some Bizzare снизилась. Лишь в 2006 году лейбл подписал новые контракты с: The Dark Poets, Monkey Farm Frankenstein, Meka и Mainstream Distortion. В ознаменование 25-летия со дня образования лейбла в 2006 году был выпущен сборник Redefining the Prologue, параллельно с которым была проведена выставка в художественном зале Horse Hospital (Блумсбери, Лондон), где была представлена живопись и графика музыкантов лейбла (The The, Marc and the Mambas.
В 2008 году Some Bizzare Records выпустил сборник Some Bizzare Double Album, куда вошли записи 32 новых исполнителей, некоторые из которых были «найдены» на MySpace.